# Karl-Adolf Schlitt
Karl-Adolf Schlitt (* 16. April 1918 in Laboe; † 7. April 2009) war ein deutscher Offizier der Kriegsmarine, zuletzt Kapitänleutnant, sowie U-Boot-Kommandant im Zweiten Weltkrieg.
Für die Kriegsmarine traurige Bekanntheit erlangte er durch den Verlust des von ihm kommandierten U 1206 im April 1945 auf dessen erster Feindfahrt vor der Küste Schottlands; ursächlich war möglicherweise eine Fehlbedienung der Bordtoilette durch Schlitt. 4 Besatzungsmitglieder starben, die übrigen 46 gerieten in britische Kriegsgefangenschaft. Von 1964 bis 1970 war Schlitt der letzte Landrat des Kreises Oldenburg in Schleswig-Holstein und später Verlagsleiter der Kieler Nachrichten.

## Leben
Karl-Adolf Schlitt trat nach Abschluss des Gymnasiums am 3. April 1937 mit noch nicht ganz 19 Jahren als Offiziersanwärter in die Kriegsmarine ein und wurde Teil der Crew 37 a (auch als Crew IV/37 bezeichnet). Bis September 1939 machte er seine Grund- und Bordausbildung, die er als Leutnant zur See abschloss. Nach Beginn des Zweiten Weltkriegs wurde er im Oktober 1939 zur Luftwaffe abkommandiert, wo er für die Bordfliegerstaffeln auf den Schlachtschiffen Scharnhorst und Tirpitz sowie dem Schweren Kreuzer Admiral Scheer verantwortlich war. Am 1. September 1941 wurde er zum Oberleutnant zur See befördert. Im August 1943 wechselte er zur U-Boot-Waffe, wo er bis Juni 1944 ausgebildet wurde und am 1. März 1944 die Ernennung zum Kapitänleutnant erhielt.
Im Juli 1944 wurde er als Nachfolger des Oberleutnants zur See Günther Fritze das Kommando über U 1206 übertragen. Das U-Boot diente zunächst noch als Ausbildungsschiff und wurde der 11. U-Flottille zugeteilt. In dieser Zeit erhielt es einen Schnorchel, der an der Stelle des Bordgeschützes angebracht wurde. Am 6. April 1945 lief das U-Boot von Kristiansand in Norwegen zu seiner ersten Feindfahrt Richtung Schottland aus. Einige Tage fuhr es vor der schottischen Küste, ohne auf feindliche Schiffe zu treffen. Zum Schutz vor feindlichen Angriffen fuhr das U-Boot in 60 m Meerestiefe und befand sich zuletzt 8 Seemeilen vor Peterhead.
Am 14. April ging das U-Boot auf Grund eines Versagens der hochmodernen Hochdruck-Bordtoilette verloren. Schlitt gab hierzu in einem Bericht an, dass er sich bei Wassereinbruch im Maschinenraum befunden habe, um bei der Reparatur eines ausgefallenen Dieselmotors zu helfen, während ein Mechaniker versuchte, die vordere Toilette zu reparieren. Ursache hierfür sei ein falsch oder überhaupt nicht eingesetztes Außenventil der Drucktoilette gewesen. Aussagen anderer Überlebender ergaben jedoch, dass Schlitt nach Benutzung der Toilette einen Befehl überging, laut dem die Klospülung nur von dem eigens hierfür ausgebildeten Fachmann betätigt werden dürfe. Durch die offenen Ventile ergoss sich mit hohem Druck Meerwasser, gemischt mit Schlitts Kot und Urin, ins U-Boot. Als das Meerwasser die unter der Toilette befindlichen Batterien erreichte, bildete sich giftiges Chlorgas. In dieser aussichtslosen Situation befahl Schlitt das sofortige Auftauchen des U-Bootes. An der Oberfläche wurde dieses sofort von Fliegern der Royal Air Force bemerkt und unter Beschuss genommen, wobei ein Besatzungsmitglied tödlich getroffen wurde. Schlitt befahl die Selbstversenkung des U-Boots und ließ die Besatzung in Rettungsschlauchbooten zur Küste fahren. Während drei Männer ertranken, als sie versuchten, bei stürmischer See aus ihrem Schlauchboot den Steilhang zu erklimmen, konnten sich sechs Seeleute ans schottische Festland retten. Andere Besatzungsmitglieder von U 1206 wurden von britischen Schiffen an Land gebracht. Insgesamt kamen 4 Mann von Schlitts Besatzung um, während 46 Mann – darunter Schlitt selbst – in die Kriegsgefangenschaft der Briten gerieten. Schlitt wurde mit weiteren 13 Männern aus dem U-Boot, die sich in einem großen Rettungsboot und zwei mit diesem vertauten kleinen Booten befanden, mit dem Fischerboot Reaper von Alec John Stephen und dessen Gehilfen John Smith an Land gebracht. Stephen hielt die Schiffbrüchigen zunächst für Überlebende von einem untergegangenen norwegischen Schiff und erfuhr ihre Identität erst an Land. Sie wurden in der Polizeistation Peterhead inhaftiert und am nächsten Tag per Eisenbahn nach London gebracht. Schlitt war eine Zeit lang im Kriegsgefangenenlager Featherstone Park bei Haltwhistle in Northumberland untergebracht, wo er begann, sich für Rechtskunde zu interessieren.
Schlitt musste noch knapp drei Jahre in Großbritannien verbringen. Er gehörte zu den deutschen U-Boot-Kommandanten, die während des Nürnberger Prozesses gegen die Hauptkriegsverbrecher in einer gemeinsamen Erklärung an den Kommandanten des Gefangenenlagers Featherstone Park bestätigten, dass der Oberbefehlshaber der Kriegsmarine Großadmiral Karl Dönitz keine Mordbefehle gegen Mannschaften untergegangener alliierter Schiffe gegeben habe. Schlitt wurde am 29. Februar 1948 aus der Gefangenschaft entlassen.

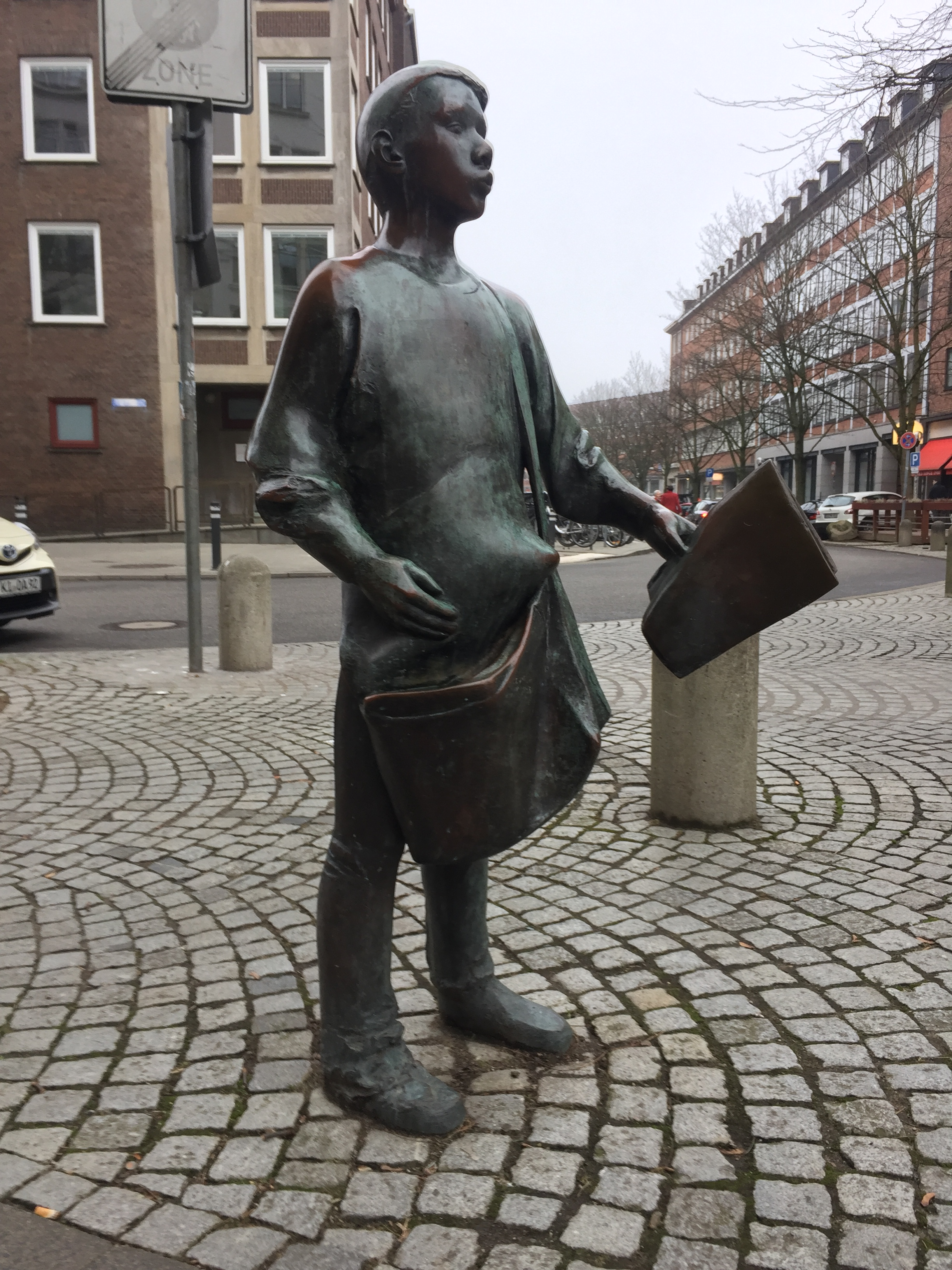
Statue des Zeitungsjungen

Nach seiner Rückkehr nach Deutschland studierte Karl Adolf Schlitt an der Universität Kiel Rechtswissenschaften und legte in den 1950er Jahren das Zweite Staatsexamen ab. 1954 ging er als Assessor in die Verwaltung des Kreises Oldenburg, im Jahr darauf wurde er Referent für Luft- und Katastrophenschutz im Innenministerium, wo er in den folgenden Jahren verschiedene Referate leitete. Schlitt engagierte sich in der Lokalpolitik in Schleswig-Holstein und wurde am 1. September 1964 zum Landrat des Kreises Oldenburg in Holstein gewählt. In den gut fünfeinhalb Jahren seiner Amtszeit waren seine Hauptaufgaben die Stärkung des Fremdenverkehrs, Deiche, Küsten- und Landschaftsschutz, aber auch die Vorbereitung der Gebietsreform, in deren Folge unter anderem die Kreise Oldenburg in Holstein und Eutin zum neuen Kreis Ostholstein zusammengelegt wurden. Am 25. April 1970 wurde diese Fusion vollzogen, womit Schlitt in den Ruhestand trat. Später wurde Karl-Adolf Schlitt Verlagsleiter der Kieler Nachrichten. Bei seinem Ausscheiden 1982 setzte er sich ein Denkmal, indem er die Schwarzenbeker Künstlerin Frauke Wehberg mit der Anfertigung einer bronzenen Statue eines Zeitungsjungen beauftragte, die seitdem vor dem Verlagsgebäude auf dem Asmus-Bremer-Platz in Kiel steht.

## Militärische Auszeichnungen
- Dienstauszeichnung IV. Klasse der Wehrmacht am 3. April 1941